# Heinrich Wigger
Heinrich Wigger (* 25. Dezember 1827 in Sendschotten; † 18. Januar 1908 in Paderborn) war ein deutscher römisch-katholischer Diözesanpriester des Erzbistums Paderborn.

## Leben
Wigger wurde in Sendschotten bei Drolshagen geboren. Nach dem Studium der Theologie war er in Brilon und Hörde seelsorgerisch tätig. Während seiner Amtszeit in Hörde wurde im Jahr 1864 die baufällige Stiftskirche abgebrochen und die neue Stiftskirche im gotischen Baustil errichtet. 1892 kam Wigger als Domkapitular und Generalvikar nach Paderborn, weil Bischof Hubert Theophil Simar den 65-jährigen Heinrich Wigger am 1. Mai 1892 zu seinem Generalvikar bestellt hatte. Acht Jahre später übernahm er in der Stadt das Amt des Dompropstes. Anlässlich seines 50-jährigen Priesterjubiläums wurde Heinrich Wigger, nach Beschluss der Stadtverordnetenversammlung, am 29. August 1903 zum Ehrenbürger der Stadt Paderborn ernannt. Er verstarb im Jahr 1908 in Paderborn.